# De Havilland DH.37
El De Havilland DH.37 fue un biplano deportivo de tres plazas británico de la década de 1920, diseñado y construido por De Havilland para el aviador Alan Samuel Butler.

## Historia operacional
El primer ejemplar se llamó Sylvia en honor a la hermana de Alan Samuel Butler. Voló extensamente durante cinco años antes de ser convertido en monoplaza y mejorar su motor a un A.D.C. Nimbus de 220 kW (300 hp). Se estrelló en junio de 1927.
El segundo avión fue vendido a Australia y fue pilotado por el Controlador de Aviación Civil. Vendido a la Guinea Gold Company de Nueva Guinea, fue el primer avión que voló en ese país. Después de un aterrizaje forzoso en el aeródromo de Wau en diciembre de 1937, fue dado de baja.

## Especificaciones (DH.37)
Referencia datos: De Havilland Aircraft since 1909

### Características generales
- Tripulación: Uno (piloto)
- Capacidad: Dos pasajeros
- Longitud: 8,5 m (28 ft)
- Envergadura: 11,3 m (37 ft)
- Superficie alar: 37 m² (398,3 ft²)
- Peso vacío: 961 kg (2118 lb)
- Peso cargado: 1505 kg (3317 lb)
- Planta motriz: 1× motor lineal V12 refrigerado por agua Rolls-Royce Falcon III.
  - Potencia: 205 kW (283 HP; 279 CV)
- Hélices: De cuatro palas de paso fijo de madera

### Rendimiento
- Velocidad máxima operativa (Vno): 196 km/h (122 MPH; 106 kt)
- Techo de vuelo: 6400 m (20 997 ft)
- Régimen de ascenso: 5,1 m/s (1004 ft/min)

## Aeronaves relacionadas

### Secuencias de designación
- Secuencia DH._ (interna de Airco): ← DH.34 - DH.35 - DH.36 - DH.37 - DH.38 - DH.39 - DH.40 →